# 直接民主

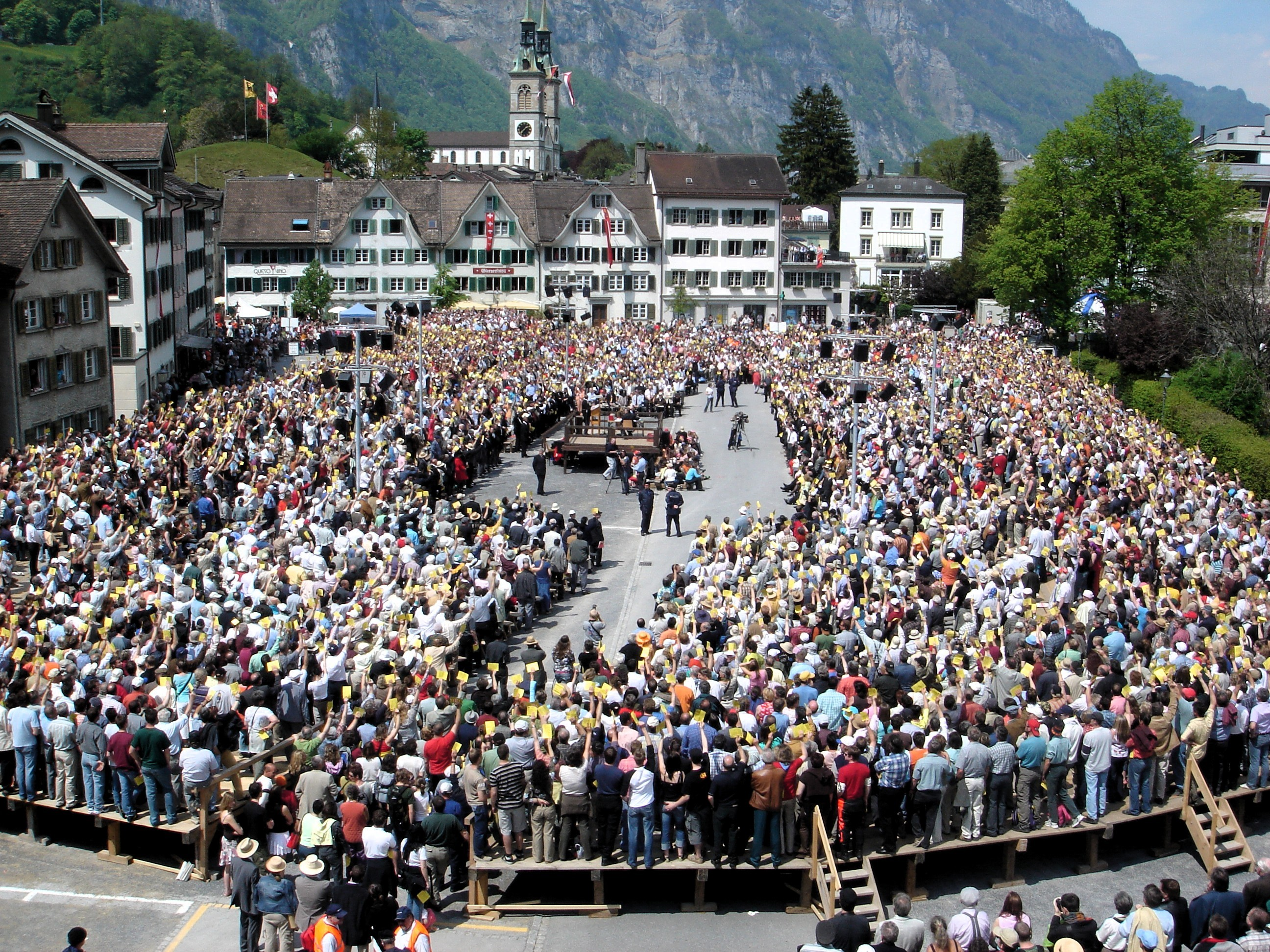
瑞士格拉魯斯州的一次州民大会

直接民主，又称全民民主，是一種自古存在的民主體制，常被認為首見於原始社會。在这种体制中，每一個公民直接參與所有政策的制訂，而方法是全體投票來決定，例如公民投票便是其中一種實踐直接民主的方式。完全的直接民主體制指的是所有公民為政策做決定，例如，古希腊的公民大会制。
工业时代，大多數民主國家是代議民主制。马达加斯加的乡村社区Betafo，是一个共识主动性直接民主的社会，那里不管达成什么决定都必须由当地10000人经协商达成一致后才能执行。一般認為現代的直接民主，以瑞士州民大會為代表，但瑞士州民大會亦因為執行上的原因由原來的8個州減少至現有的兩個州仍然使用。直接民主制的效率會隨著人數、議案數目及議案的複雜性增加而大大降低。

## 政治机制
大多数代议制民主政体允许以下三种直接民主政治行为：
- 倡议
- 公民投票
- 罢免选举